# Kohlwurst

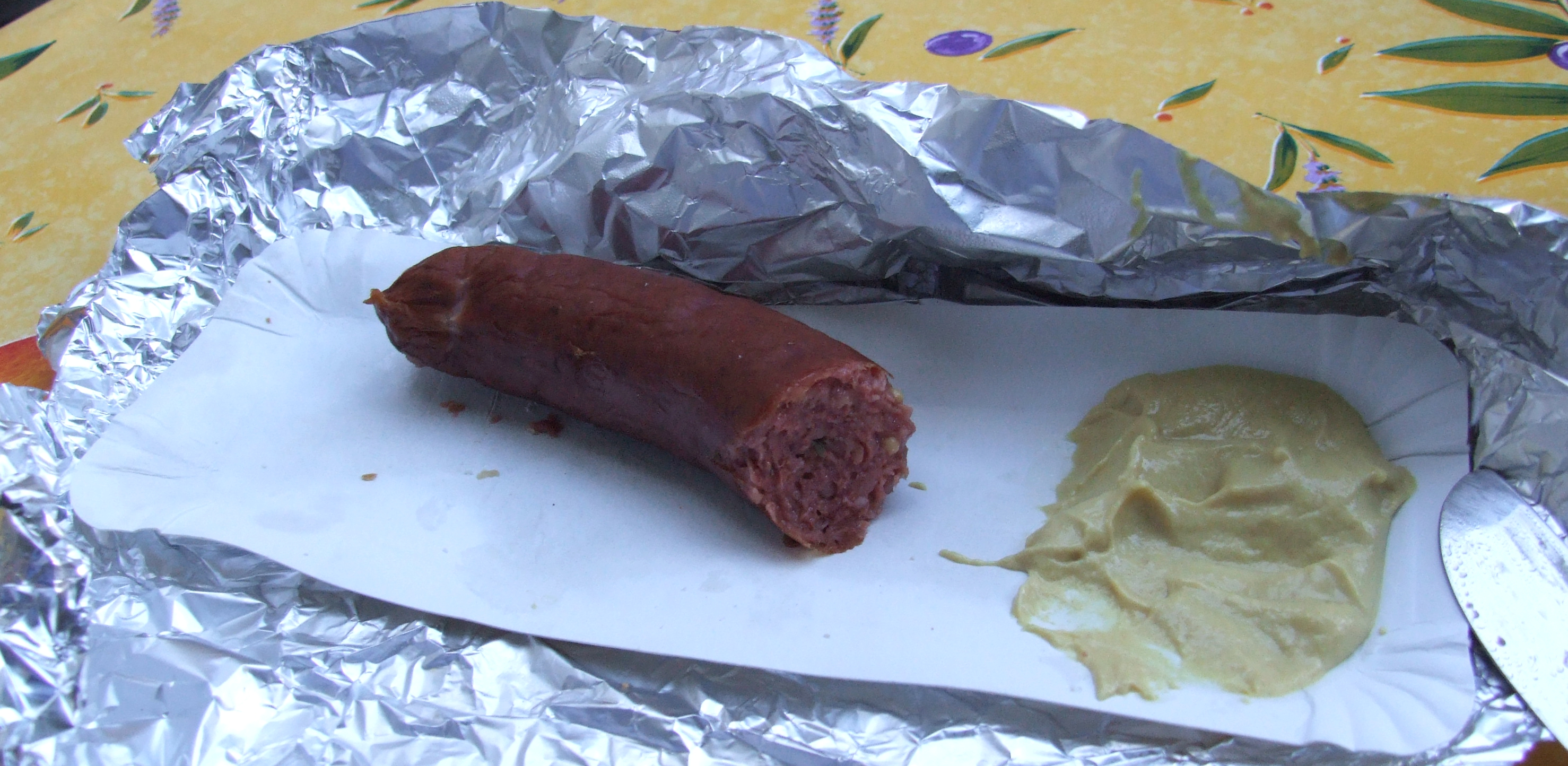
Lungenwurst desde Schwerin

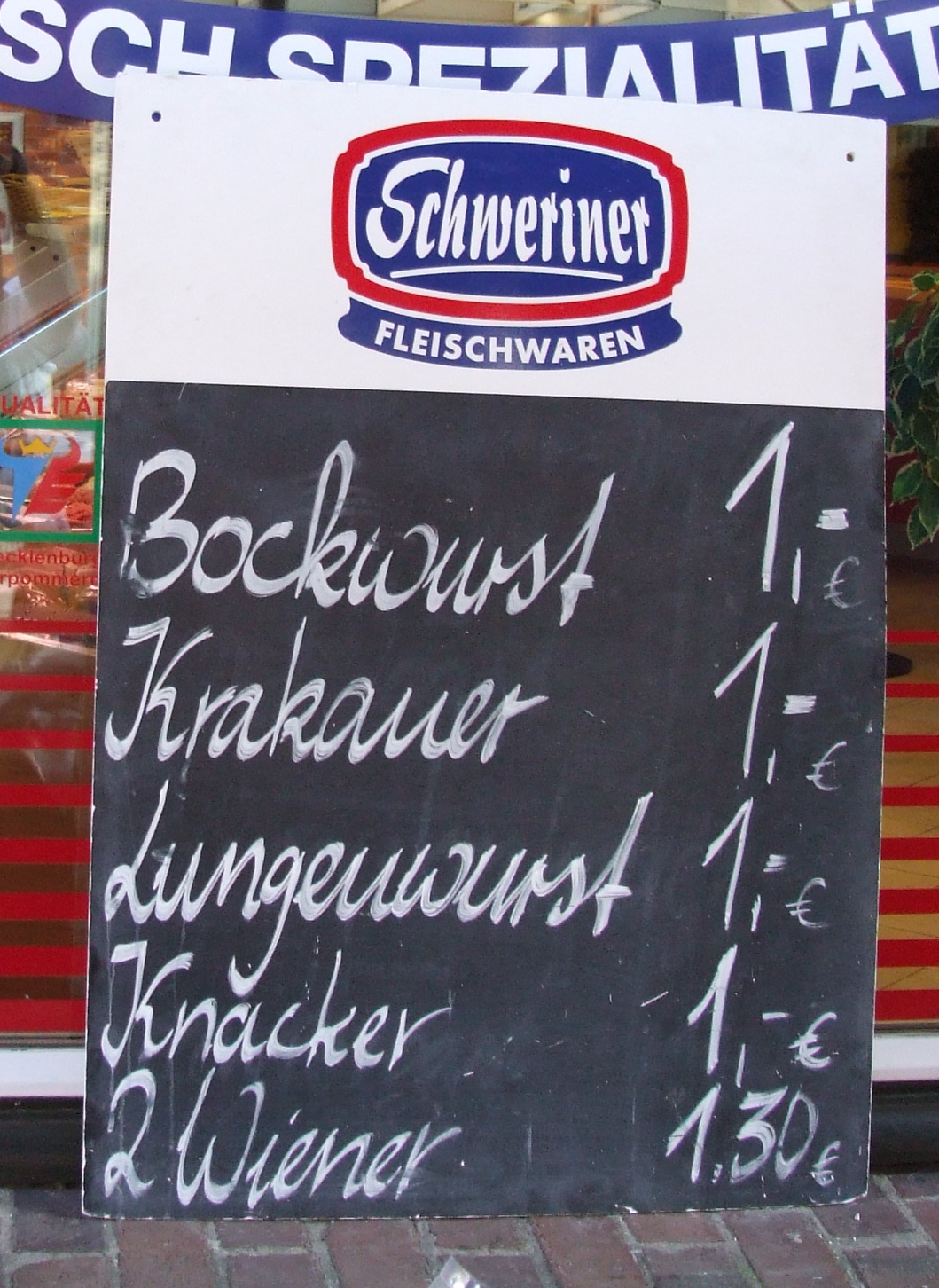
Lungenwurst en la oferta de un carnicero en Schwerin

La Kohlwurst, denominada Lungenwurst o Lungwurst es una salchicha de sabor fuerte elaborada con carne cruda de los pulmones del cerdo, carne magra de cerdo y tocino. Para servirla se suele cocer con col verde o Knieperkohl (es una especie de sauerkraut elaborado con col verde). Se conoce mucho en la cocina del noreste de Alemania y la cocina checa. El nombre de la salchicha indicala forma de ser acompañada "Kohl" en alemán significa "Col".

## Elaboración
La elaboración de la Kohlwurst incluye la carne de cerdo (a menudo de restos de matanza) y grasa picada, así como algunos pedazos del pulmón del cerdo. Todo mezclado según recetas muy antiguas junto con cebolla, sal, pimienta, mejorana, tomillo, semillas de mostaza y pimentón. Todo junto, bien mezclado se embute en tripas de cerdo y se ahuma durante casi dos semanas.

## Costumbre
La Kohlwurst se sirve asada o cocida y tal y como su nombre indica va acompañada de col o verdura. A veces suele acompañar el Grünkohlessen.